# Michael McIndoe
Michael McIndoe (Edimburgo, 2 dicembre 1979) è un ex calciatore scozzese, di ruolo centrocampista.